# Luigi Pellegrino
Luigi Pellegrino (Messina, 13 maggio 1820 – Messina, 18 marzo 1883) è stato un politico e giurista italiano.

## Biografia
Laureato in giurisprudenza presso l'Università degli Studi di Messina, nella città di nascita fu successivamente avvocato e docente presso l'ateneo. Nel 1876 fu eletto deputato del Regno d'Italia, carica che ricoprì per 3 legislature, fino alla morte avvenuta nel 1883. Fu membro dell'Accademia Peloritana dei Pericolanti.

## Opere principali
- La chimica e le arti in Europa ossia esame filosofico della vita e delle arti : tratto dalle vicende della chimica da servire come elementi alla storia filosofica delle arti in Europa, Messina 1844
- Discorso sopra i bisogni di una chimica pel popolo sua indole e suo ordinamento, Messina 1847
- L' anniversario del primo settembre 1847 in Messina, Messina 1848
- All'autore dei cenni storici e militari: sulla rivoluzione e caduta di Messina, Malta 1852
- L' arpa del carcere, Palermo 1864
- La scienza e la rivoluzione, Messina 1868
- Istruzione e funzione di liberta, Palermo 1873